# Castell de Baén
Les escasses restes del castell de Baén estan situades a l'antic terme de Baén, actualment de Baix Pallars, a la comarca del Pallars Jussà, en terres del poble de Baén.
El castell era en el turó que protegeix Baén pel nord-oest, encara avui dia denominat Roc de la Torre, tot i que no n'hi resti cap vestigi físic.